# Pico de Adão
O Pico de Adão (cingalês Sri Pada, tâmil Sivanolipatha Malai, árabe Al-Rohun) é uma montanha cónica de 2243 metros de altitude situada no Sri Lanca, reverenciada como local sagrado pelo hinduísmo, pelo budismo e pelo islamismo.
Os peregrinos hindus sobem a montanha seguindo uma variedade de rotas de milhares de degraus. A viagem dura várias horas. O momento cimeiro da época de peregrinação é em abril, e o objetivo é estar no cume da montanha ao amanhecer, quando a peculiar forma da montanha projeta uma sombra triangular sobre a planície circundante.
No topo há uma forma na rocha similar a um enorme pé (de quase dois metros). A lenda muçulmana afirma que é a pegada de Adão, que terá sido situado em Ceilão por ser o melhor sítio depois do Jardim do Éden; daqui provém o nome de Pico de Adão. Outros candidatos de outras lendas para a pegada são Buda, a divindade hindu Xiva e São Tomé. A lenda budista diz que a outra pegada (logicamente existente) está numa cidade que dista uns 159 km, ou possivelmente em Phra Sat na Tailândia.
Perto da pegada pode encontrar-se um sepulcro dedicado a Saman, uma divindade budista encarregue de proteger o topo da montanha. ibne Batuta foi o primeiro autor a relatar a sua ascensão, no século XIV, e confirma a presença de cadeias de ferro instaladas como corrimãos e que já haviam sido descritas por Marco Polo. O Pico de Adão não é, no entanto, o ponto mais alto da ilha, pois o monte Pidurutalagala eleva-se a 2524 m de altitude.